# Generalizovani jezik za označavanje
Generalized Markup Language bio je skup makroa koji su stvarali proceduralne tagove za označavanje za IBM-ov procesor teksta SCRIPT. SCRIPT/VS je glavna komponenta IBM-ovog postrojenja za slaganje dokumenata (Document Composition Facility). Početni set tagova je obezbeđen preko DCF-a.
GML je razvijan 1969. i rane 1970. godine od strane Čarlsa Goldfarba, Edvarda Mošera i Rejmonda Lorija (čija su početna slova prezimena koristili kako bi skovali skraćenicu GML).
Pomoću GML-a dokument je označavan tagovima koji su definisali tekst u vidu paragrafa, zaglavlja, listi, tabela i ostalih elemenata. Dokument bi potom bio formatiran za različite uređaje jednostavnim definisanjem profila tog uređaja. Na primer, bilo je moguće formatirati dokument za laserski ili linijski štampač ili ekran navodeći profil uređaja bez izmene samog dokumenta.
Standardni opšti jezik za označavanje (SGML), ISO-standardizovana tehnologija za definisanje opštih jezika za obeležavanje dokumenata, nastala je iz GML-a. Proširivi jezik za označavanje (XML) je prvobitno služio za pojednostavljeniji razvoj SGML-a, ali je prerastao svog pretka po međunarodnoj prihvaćenosti i podršci. 

## Primer GML koda
```
   :h1.Poglavlje 1:  Uvod
   :p.GML je podržavao hijerarhijske strukture, poput
   :ol.
   :li.poređanih listi (poput ove),
   :li.nepoređanih listi, i
   :li.definicijskih listi
   :eol.
   kao i jednostavne strukture.
   :p.Minimizacija označavanja (kasnije uopštena i formalizovana u SGML-u),
   dozvoljavala je da tagovi za završetak budu uklonjeni sa "h1" i "p" elemenata.
```

## Spoljašnje veze
- GML Starter Set User's Guide[мртва веза]
- GML Starter Set Reference